# Centro de Estructuras Avanzadas y Compuestos de la Universidad de Maine

Logotipo de la organización a partir de 2012.

El Centro avanzado de Estructuras y Compuestos de la Universidad de Maine es una unidad de investigación independiente de la Universidad de Maine que ofrece investigación, educación y desarrollo económico que abarca ciencias de materiales, fabricación e ingeniería de compuestos y estructuras.

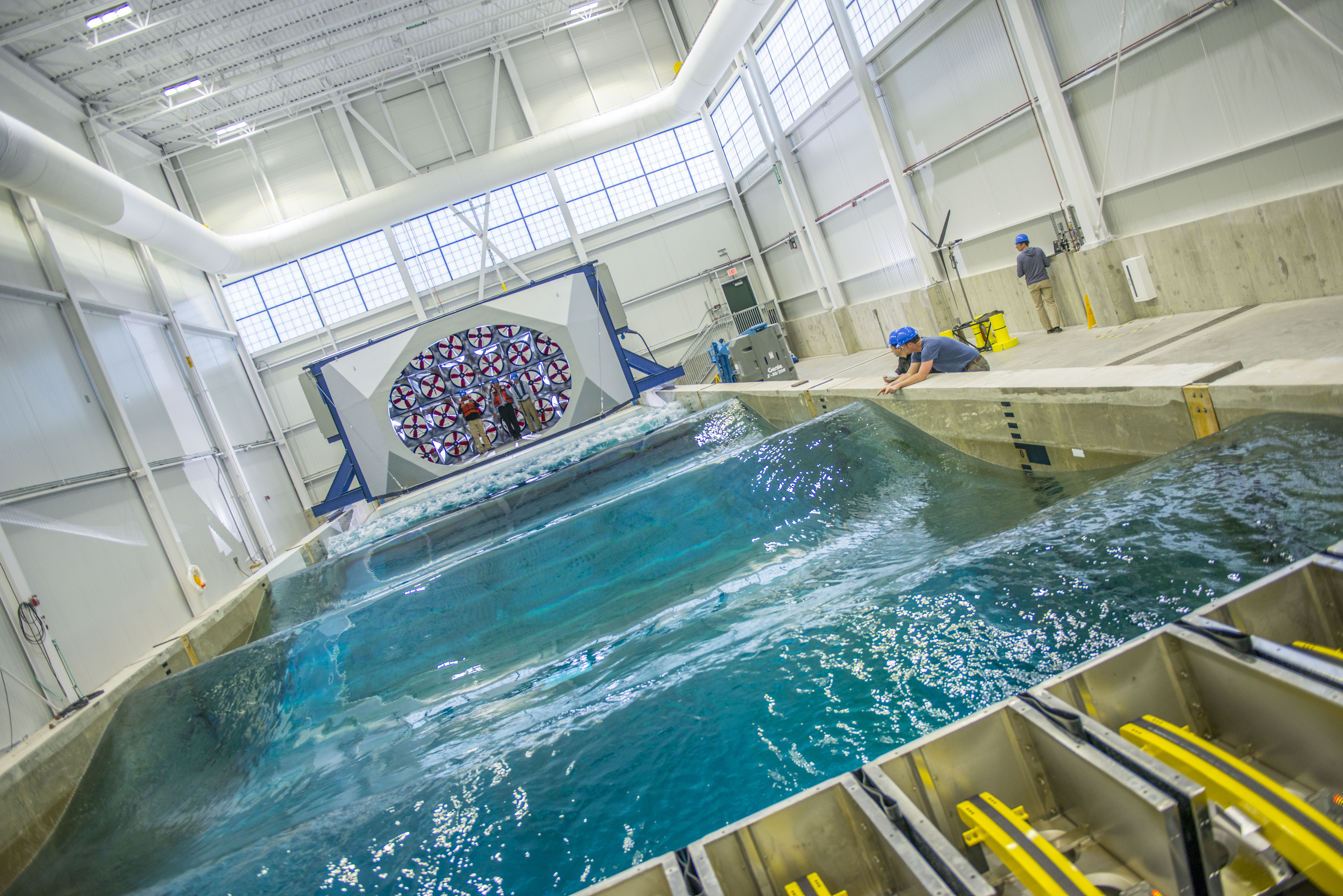
El laboratorio Alfond W2 de Ingeniería Oceánica en el Centro de Compuestos de la UMaine es una instalación única equipada con una máquina de viento giratoria de alto rendimiento sobre una cuenca de olas. La instalación puede simular condiciones de vientos y olas de más de 1000 años de duración, que representan algunas de las peores tormentas posibles en cualquier parte del mundo a escala 1:50.

El centro fue fundado en 1996 con el apoyo de la Fundación Nacional de Ciencias por el Dr. Habib Dagher, P.E. Anualmente, el centro emplea a un personal de 180 personas, incluidos 140 estudiantes de pregrado y postgrado de una variedad de antecedentes académicos.[2]  
El centro está ubicado en un laboratorio de pruebas ISO 17025 de 100,000 pies2 acreditado por el Servicio Internacional de Acreditación.[3]  
En 2014, el centro fue designado como un "área de investigación de firmas" de la Universidad de Maine. 
El centro ha ganado reconocimiento nacional e internacional por importantes proyectos de investigación y desarrollo como el VolturnUS 1: 8, el primer aerogenerador flotante lejos de la costa conectado a la red en los EE. UU. y el primero en el mundo fabricado con materiales compuestos y de concreto, el puente de arco inflable compuesto "Puente en una Mochila" tecnología ahora aprobada en el Código AASHTO, el primer Sistema modular de protección balística (MBPS) aprobado por el Ejército de los EE. UU. para proteger a las tropas en tiendas de campaña de amenazas de explosión y balística. para edificios de madera resistente a explosiones y huracanes, y el buque compuesto de fibra de carbono más largo construido para la Armada de los EE. UU.

## Dr. Habib Dagher, P.E.

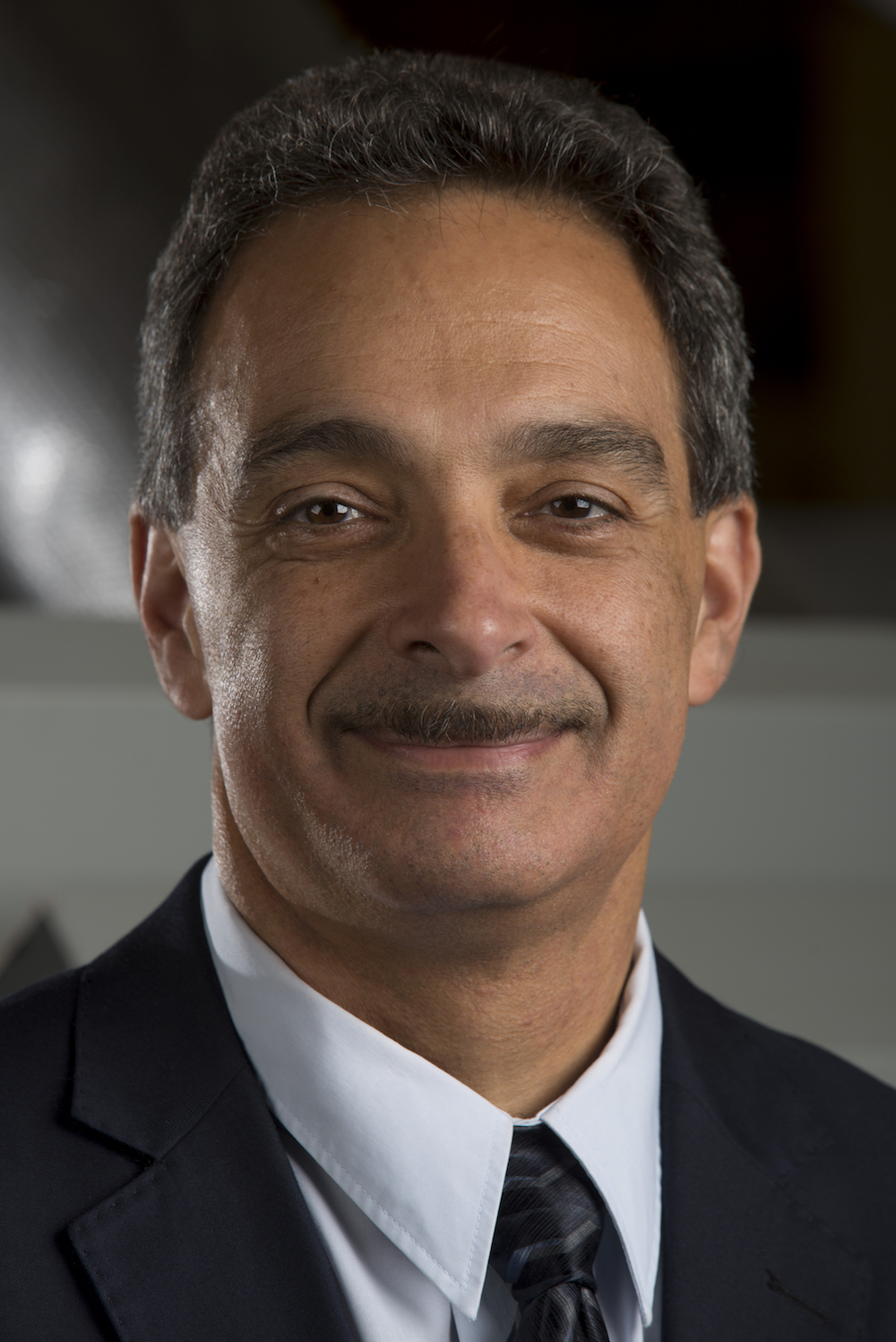
Habib Joseph Dagher es el director ejecutivo fundador del Centro Avanzado de Estructuras y Compuestos de la Universidad de Maine

Habib Dagher es el Director Ejecutivo fundador del Centro Avanzado de Estructuras y Compuestos de la Universidad de Maine, es partidario del desarrollo avanzado de sistemas estructurales los cuales simultáneamente optimicen las estructuras, materiales y la construcción. 
Dagher tiene 25 U.S. y patentes internacionales con 8 patentes adicionales pendientes.[5] y ha recibido numerosos premios incluyendo el de 2015 en la Casa Blanca titulado Campeón de Cambio en Transporte, otorgado por el desarrollo de sistemas de tecnología para puentes de arco compuesto; El Profesor del Año por la fundación Carnegie; el Profesor Distinguido de Maine, el premio más alto dado a un miembro de la facultad en la UMaine; y el Premio a la Innovación Charles Pankow de la Sociedad Americana de Ingenieros Civiles.       
Dagher obtuvo su Doctorado en ingeniería estructural de la Universidad de Wisconsin-Madison, además de dos grados de Maestría en Ingeniería Estructural e Ingeniería Mecánica, se unió a la facultad de la Universidad de Maine en 1985.   

## Investigación y Proyectos Desarrollados

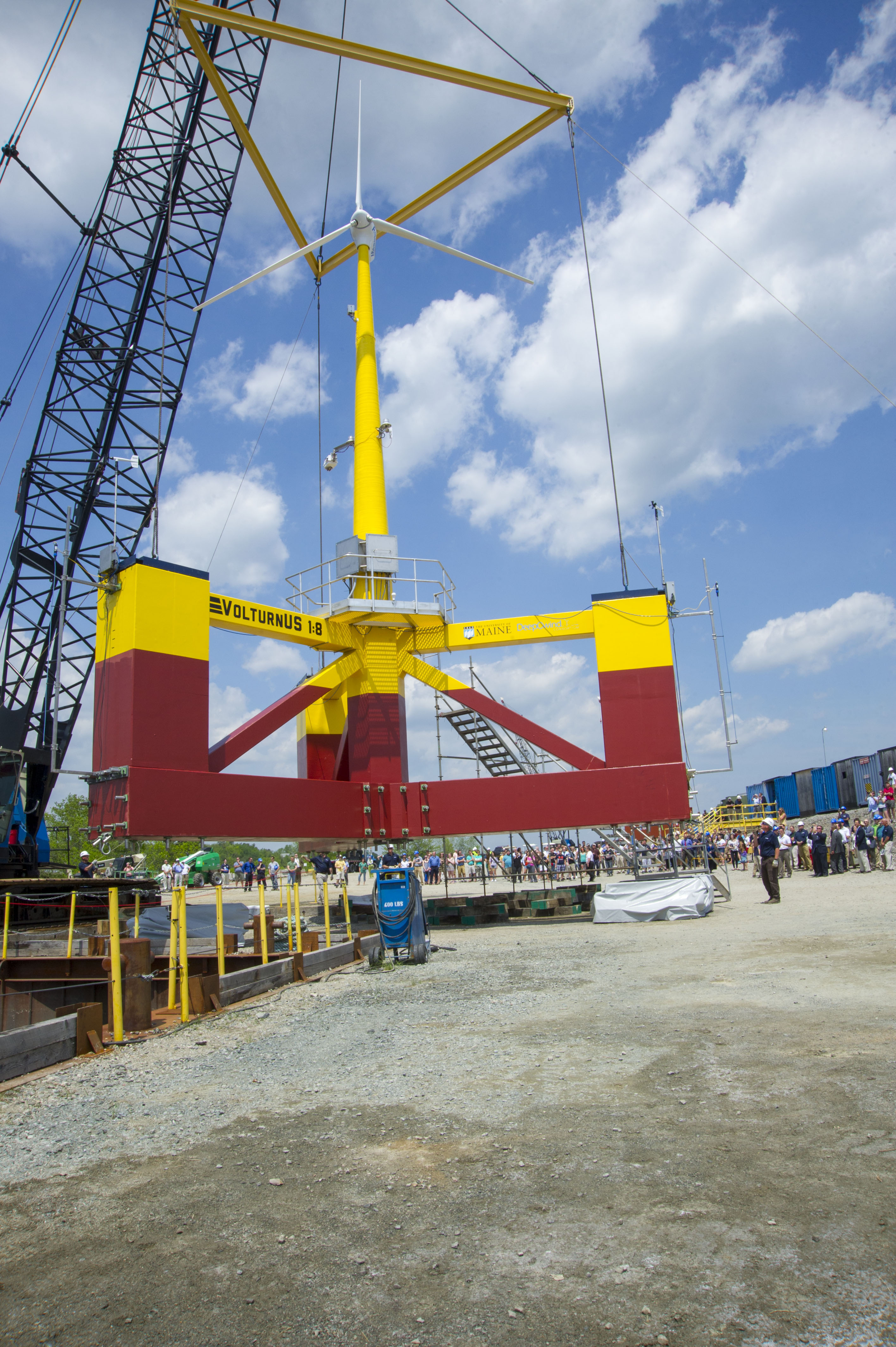
El VolturnUS tecnología de casco de concreto flotante, una patente pendiente desarrollada en la UMaine, puede soportar turbinas de viento en el agua a profundidades de 45 metros o más y tiene el potencial para significativamente reducir el costo de los vientos lejos del a costa.

### VolturnUS 1:8
En el Verano de 2013, el centro desarrolló la primera turbina de viento conectada en forma de rejilla en los Estados Unidos[6] y la única turbina flotante con un casco de concreto en el mundo. La tecnología patentada VolturnUS[7][8] es la culminación de la investigación y desarrollo colaborativo conducido por la Universidad de Maine y el Consorcio DeepCwind. VolturnUS 1:8 es un prototipo de turbina flotante de 65 pies de alto; 1:8 la escala de 6 megawatt (MW), rotor diseñado con un diámetro de 425 pies . El patrocinio para esta investigación fue dado por el Departamento de Energía de U.S., la Fundación Nacional de Ciencia y otros.   
El Aqua Ventus de Maine, I, GP, LLC, está persiguiendo un proyecto de demostración de 12 MW fuera de la costa de la isla Monhegan, usando la tecnología de plataforma flotante de Volturn US.[9]  

### DeepCLiDAR
DeepCLiDAR es una boya metoceánica avanzada equipada con LIDAR, creada con fondos del Departamento de Energía de los EE. UU. y el Instituto Tecnológico de Maine. DeepCLiDAR se puede utilizar en entornos marinos remotos para proporcionar datos de recursos eólicos offshore de alta calidad y bajo costo, monitoreo de metoceanos y capacidades de caracterización ecológica. Desarrollado en asociación con el Dr. Neal Pettigrew del UMaine Physical Oceanography Group, AWS Truepower y NRG Renewable Systems.

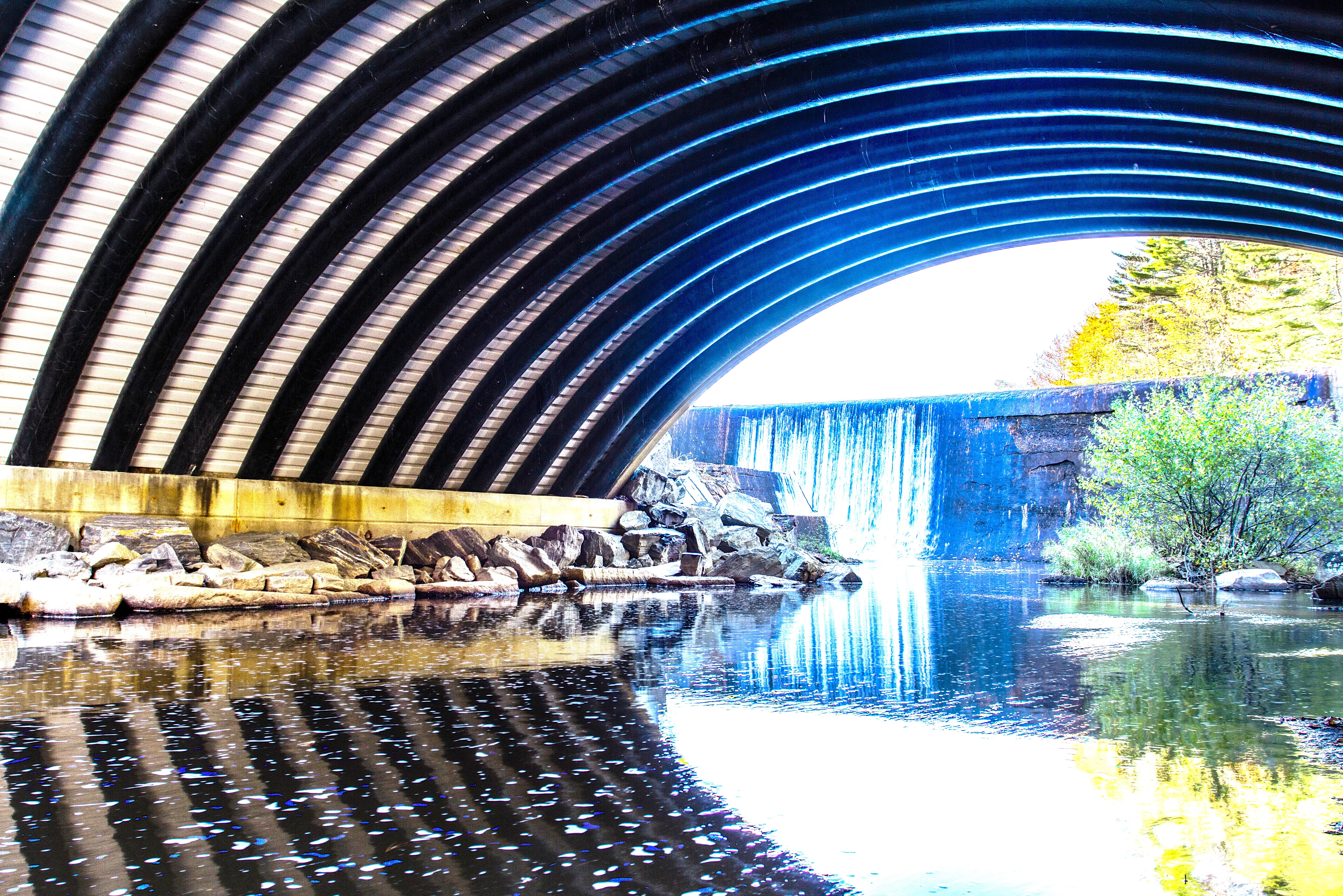
El Puente Perkins en Belfast, ME fue instalado en 2010 por Tecnologías de Infraestructura Avanzadas. El puente de arco compuesto tiene una luz de 48 pies hecha de 16 arcos compuestos.

### Sistema de Puente de Arco Compuesto
El Sistema de Puente de Arco Compuesto comúnmente conocido como Puente en una Maleta TM, es un sistema ligero, resistente a la corrosión para la construcción de puentes de luz corta a mediana usando tubos de arco compuesto que actúan como refuerzo y formaleta para el concreto lanzado en sitio.[10] El sistema innovador de puentes compuestos del centro es aprobado por la Asociación Americana de Autopistas Estatales y Oficinas de Transporte, disminuye los costos de construcción, extienda la vida útil estructural de la luz en 100 años y es una alternativa más verde a la construcción con concreto y acero. Tecnologías de Infraestructura Avanzada es una compañía licenciada por la Universidad de Maine para producir estos puentes.   
En enero de 2017, Tecnologías de Infraestructura Avanzada firmó el acuerdo de la distribución y marketing para Norte América con el Grupo Terre Armee / Compañía Refuerzo de Terreno el cual busca expandir la adopción de la tecnología del sistema de puente de arco compuesto.[11]    

### Puente compuesto más largo del mundo
La durabilidad a largo plazo de los puentes es una preocupación mayor para los departamentos de transporte a lo largo del país. En respuesta a este problema, el Centro de Compuestos de la UMaine validó una viga compuesta híbrida diseñada por HC Compañía de Puentes, LLC, que fue fabricada por Tecnologías Harbor en Brunswick, Maine. La viga compuesta híbrida, hecha de polímero de fibra reforzada, es ligera, resistente a la corrosión y los suficientemente fuerte para ser usada en la construcción de puentes. El Puente Knickerbocker, sobre el Río Back en Boothbay, ME, es el puente compuesto más largo en el mundo con 540 pies de largo y tiene 32 pies de ancho. El puente abrió al tráfico en 2011.  

### MAKO
Diseñado en conjunto con Compuestos de Defensa Hodgdon y Manufactura Marina de Maine, el Centro de Compuestos de la UMaine realizó ensayos en un bote de operaciones especiales con un casco totalmente compuesto para reemplazar el casco hecho de aluminio actualmente usado por los Navy Seals US. Este prototipo resistente a impactos de 83 pies de largo es el resultado de una investigación de 15 millones de dólares estadounidenses y el proyecto desarrollado que resultó en  el primer casco de compuestos para la US Navy.  

### Contenedor de Envíos de Compuestos Híbrido Seguro
Patrocinado por el Departamento de Seguridad de Homeland, el Centro de Compuestos de la UMaine desarrolló un contenedor de envíos con patente pendiente[12] que mitiga los riesgos de seguridad asociados con la carga marina. El Instituto de Investigación de Georgia Tech diseñó el sistema de seguridad para el contenedor, introduciendo sensores empotrados  para detectar intrusiones, sensores en las puertas para monitorear el acceso al contenedor y un sistema de comunicación capaz de reportar el estado de seguridad desde cualquier lugar en el mundo. Esta tecnología está ahora en campo de pruebas hacia la comercialización.  

### Sistema Modular de Protección Balística (MBPS)
MBPS, desarrollado en conjunto con el centro RD&E Soldado Natick de la Armada de los US, provee a los soldados con protección balística mejorada en el campo. La MBPS de patente pendiente[13] es un sistema de protección balística que se levanta rápido, re desplegable y ligero. MBPS provee protección balística para el personal y el equipo en los campamentos base expedicionarios donde la movilidad y el despliegue rápido son requisitos que impiden el uso inmediato de sistemas pesados como bolsas de arena y barreras de concreto. MBPS no requiere herramientas para reforzar una tienda de campaña de 20 pies x 32 pies y puede ser desplegado en menos de 30 minutos por 4 soldados.    

### Estructuras Resistentes a las Explosiones
En conjunto con el Cuerpo de Ingeniero de la Armada de US ERDC, el Centro de Compuestos de la UMaine desarrolló estructuras resistentes a las explosiones con miembros de marco cubiertos de madera, paneles y subensamblajes.[14] Estos materiales resistentes a las explosiones están económicamente revestidos para mejorar la ductilidad del material de construcción y la capacidad de disipación de energía. En suma a la resistencia superior a explosivos, los beneficios de estas estructuras incluyen: eficiencias de costos, facilidad de ensamblaje, durabilidad ambiental, despliegue rápido, gran relación fuerza peso y protección a la absorción de humedad, termitas, hormigas y biodegradación.   

## Centro de Compuestos de Madera Ingenieriles Avanzados (AEWC)
En 1996, el centro fue abierto como el Centro de Compuestos de Madera Ingenieriles Avanzados. En 2012, la organización formalmente adoptó un cambio de nombre aprobado por la Junta de Fideicomisarios del Sistema de la Universidad de Maine al Centro de Compuestos y Estructuras Avanzadas. Este cambio de nombre fue un reflejo de los focos de investigación expandidos más allá de los compuestos de madera para incluir otras áreas tales como: energía oceánica, compuestos de defensa y aeroespaciales, infraestructura civil y nanocompuestos.  

## Premios Notables

### 2000 - 2015
En octubre 13, 2015, el Dr. Habib Dagher, Director fundador del Centro de Compuestos y Estructuras Avanzadas de la Universidad de Maine fue reconocido como el campeón del Cambio en Transporte por la Casa Blanca.[16] Dr. Dagher es el inventor primario del sistema de puente de arco compuesto.  
La Sociedad Americana de Ingenieros Civiles le dio el Premio Pankow por Innovación, presentado al Centro de Compuestos y Estructuras Avanzadas por el desarrollo de los Puentes de Maleta en marzo 31, 2011.[17]   
La Asociación Manufacturera de Compuestos Americana, otorgó el Premio al Producto más Creativo para el Centro de Compuestos y Estructuras Avanzadas por su Puente en una Maleta TM, Febrero 2010.[18]  
La Asociación Manufacturera de Compuestos Americana, otorgó el Premio al Producto más Creativo para el Centro de Compuestos y Estructuras Avanzadas por sus paneles resistentes a explosivos en enero 16, 2009.[19]  
La Asociación Manufacturera de Compuestos Americana (ACMA) otorgó el premio Escogido por el Público por exhibir el grado más alto de diseño, innovación, creatividad y el mejor uso de materiales compuestos a un Sistema Modular de Protección Balística en octubre 15, 2007.[20]  
La Asociación Manufacturera de Compuestos Americana (ACMA) otorgó el premio Mejor del Show, reconocido como el premio más alto de la industria de compuestos, por ser el producto más fino del año, al Sistema Modular de Protección Balístico, en octubre 15, 2007.[21]  